# Alpeñés
Alpeñés est une commune d’Espagne, dans la province de Teruel, communauté autonome d'Aragon comarque de Teruel.